# Vegetarianism i Sverige

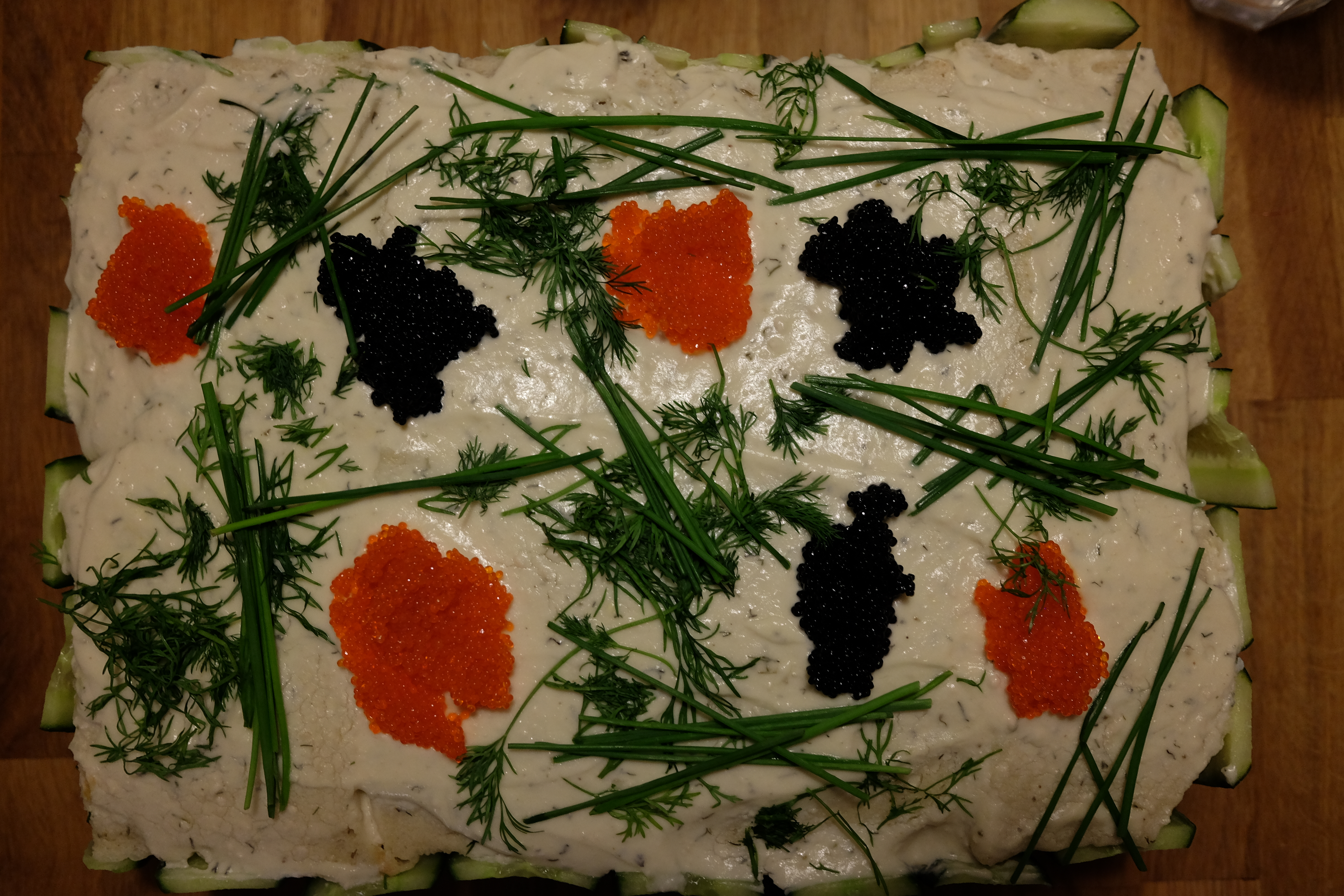
En vegansk smörgåstårta.

Andelen vegetarianer i Sverige är oklar.  Olika undersökningar finner andelar från 0,5 procent till 10 procent.  Enligt en undersökning gjord av Demoskop på uppdrag av Djurens rätt 2014 var andelen vegetarianer 6 procent, och andelen veganer 4 procent.  Enligt en tidigare undersökning från Livsmedelsverket, gjord av Wulf Becker 2001 (Färre unga äter kött men vegetarianerna blir inte fler) fick man fram siffran 0,5 procent. Om man även räknar med semivegetarianer ökade andelen till 3,5 procent. Livsmedelverkets undersökning omfattade personer i åldrarna 16–79 år.

## Historia
Vegetarianism som medveten livsstil har knappast funnits i Sverige före modern tid. Den långa hårda vintern gjorde det svårt att helt avstå från kött och smör. Men kött var inte heller vardagsmat och de flesta människor i södra Sverige hade i praktiken ett kosthåll som dominerades av vegetabilier, framförallt i form av spannmål. I till exempel Skåne var den vanligaste maträtten gröt med öl. Det animaliska inslaget begränsades i dessa trakter till vissa större högtider. På vintrarna sinade korna, varför inslaget av mjölkprodukter i kosthållet var begränsat även i norra Sverige. Smör och ost kunde lagras, men i praktiken använde allmogen dessa livsmedel inte till konsumtion utan till avsalu, för att få in kontanter för att kunna betala skatten. I städer och i områden med livsmedelsunderskott, till exempel Bergslagen, var det animaliska inslaget större, framförallt i form av fisk (strömming) och mjölkprodukter (smör). Det var endast bland samer och nybyggare i lappmarken som ett animaliskt kosthåll dominerade.
En svensk som betraktas som föregångare var Emanuel Swedenborg (1688–1772), som genom sin religiösa uppfattning betraktade köttätandet som en manifestation av människans förfall ur paradiset, ändå åt han bevisligen fisk. En mer inflytelserik vegetarian var Johan Lindström Saxon (känd som J. L. Saxon; levde 1859–1935) som år 1903 grundade Svenska Vegetariska Föreningen.
Are Waerland fick stor betydelse för vegetarianismen i Sverige och övriga Norden. Han kom i kontakt med vegetarianismen i London under 1900-talets första år, och tog dessa ideal med sig till Sverige där han senare bosatte sig. 1928 grundade Waerland Svenska frisksportförbundet, som han senare lämnade för att år 1940 grunda Allnordiska förbundet för folkhälsa som 1958 bytte till sitt nuvarande namn Hälsofrämjandet. Fram till sin död 1955 skrev Waerland ett flertal böcker bland annat om hälsoriktig vegetarisk mat, och hans efterföljare vad gäller vegetarisk kost kallades waerlandianer. De flesta äldre personer i Sverige som är vegetarianer idag, tidigt 2000-tal, är formade av denna skola.
Under 1970-talet fick vegetarianismen ett uppsving. Det motiverades både med hälsoskäl, och solidaritet med tredje världen genom hushållning med jordens resurser. Vegetarianismen från denna tid bestod främst av laktovegetarianer eller lakto-ovo-vegetarianer.
Sedan 1990-talet har vegetarianismen brett ut sig till större grupper och köttkonsumtionen i Sverige har minskat från den rekordnivån på 88,3 kg per capita 2016 ("peak meat") till 80,6 kg per capita 2022. En orsak till den minskade totalkonsumtionen av kött är en ökade medvetenhet om matens miljöpåverkan, men även hälsoaspekter, trender, djuretik, tillgänglighet, konjunkturläge och priser påverkar.
Begreppet veganism har även funnits sedan 1976 när den första Veganföreningen i Sverige bildades. Veganer är vegetarianer som inte äter produkter från djur dvs. animaliska produkter, och undviker även andra animaliska produkter som inte är matrelaterade såsom päls eller läder.

## Organisationer
Det finns ett antal organisationer i Sverige som uppmuntrar vegetarisk kost. De som enbart jobbar med vegetarianism är främst Svenska Vegetariska Föreningen, Veganföreningen i Sverige och den kristna vegetariska föreningen Vildåsnan. Det finns även djurrättsorganisationer som arbetar för vegetarianism: Djurens Rätt och Djurrättsalliansen. Det finns också miljöorganisationer som arbetar för ökad vegetarisk kost, bland annat Jordens Vänner. Organisationen Svensk mat- och miljöinformation arbetar för att upplysa om köttets negativa miljökonsekvenser.
Det finns fler organisationer som också anser att köttkonsumtionen behöver minska, flera samlade i kampanjen Köttfri Måndag.